# Грифер
Грифер (жарг., англ. Griefer від grief — «горе») — у відеоіграх термін позначає гравця, який псує іншим ігровий процес без будь-якої користі для себе. Явище є типовим для мультиплеєрних відеоігор і може проявлятися у вбивстві ігрових персонажів, крадіжці ресурсів або обмеженні доступу до них, тролінгу в ігровому чаті тощо. Гриферство відрізняється від звичайного змагання між гравцями тим, що грифери від своїх дій отримують здебільшого садистське задоволення.
За оцінкою Стівена Девіса (англ. Stephen Davis) із компанії IT GlobalSecure, що займається кібербезпекою онлайн-ігор, близько 25 % звернень користувачів до служби підтримки пов'язані з гриферами.

## Опис
Частиною мотивації гравців в онлайн-іграх є аспект підвищення здібностей ігрового персонажа, що дозволяє йому мати велику свободу, перемагати сильніших супротивників і так далі. У цьому ж ключі формується змагальний фактор — наскільки гравці досягають успіху в порівнянні з іншими, персонажі яких живуть в тому ж ігровому світі.
Різниця, котра виникає у здібностях новачків і досвідчених гравців призводить до того, що у останніх може з'явитися можливість як легко вбивати персонажів перших, так і обманювати їх різними способами. Крім масового переслідування і знищення слабких супротивників, грифери можуть чекати інших гравців у точках переродження (наприклад, біля місця загибелі) і вбивати як тільки суперник респавниться.

## Історія
Термін «гриферство» датується кінцем 1990-х, коли він використовувався для опису навмисних антисоціальних форм поведінки, що спостерігалися в ранніх масових багатокористувацьких онлайн-іграх, таких як Ultima Online і шутерах від першої особи, таких як Counter-Strike.
У деяких випадках ґриферство як явище виявляється в сірій зоні. Наприклад, в EVE Online відомий випадок, коли група гравців зібралася знищити одну з організацій в ігровому світі. Члени групи протягом більш ніж цілого року проникали в організацію, завойовуючи довіру її учасників, а потім пограбували її та знищили флагманські кораблі спільноти. Завдані збитки оцінювався в тисячах фунтів стерлінгів і роках, витрачених в грі на накопичення ресурсів і будівництво кораблів. В результаті реакція нейтральних гравців була неоднозначною — одні захоплювалися тактикою та ігровим процесом Eve Online, інші порахували такі дії неприйнятними. Подібні випадки мали місце в інших іграх, наприклад, у World of Warcraft.

## У масовій культурі
В епізоді мультсеріалу Південний парк «Make Love, Not Warcraft» діти намагаються перемогти грифера у грі World of Warcraft.